# Maryknoll
A Sociedade Maryknoll (também conhecida como Padres e Irmãos Maryknoll e oficialmente como Sociedade de Missões Estrangeiras Católicas da América; em latim: Societas de Maryknoll pro missionibus exteris) é uma sociedade católica de vida apostólica para homens, fundada nos Estados Unidos para servir como missionários aos pobres e marginalizados.

## História
A sociedade foi fundada em 1911 por Thomas Frederick Price, James Anthony Walsh e Mary Joseph Rogers. O nome Maryknoll vem da colina fora da vila de Ossining, Condado de Westchester, Nova York, que abriga a sede de todos os três. Os membros das sociedades são geralmente chamados de Maryknollers. 
Os Maryknollers são às vezes conhecidos como os "Fuzileiros Navais da Igreja Católica" por sua reputação de se mudarem para áreas difíceis, vivendo lado a lado com os povos indígenas e aprendendo o idioma. Os Maryknollers se concentram em "combater a pobreza, fornecer cuidados de saúde, construir comunidades e promover a paz e a justiça social" nos países que atendem e construíram vários orfanatos, escolas primárias e secundárias. Devido à maneira como os Maryknollers se envolveram especialmente na justiça social, Maryknoll também é às vezes visto como um movimento que representa o serviço missionário preocupado com a ação positiva para os povos indígenas. Em meados do século XX, esse movimento passou a ser associado à teologia da libertação. 
Os Christophers e os Maryknoll Affiliates estão ambos associados ao Movimento Maryknoll. Maryknoll é também o nome atual da revista quinzenal que os Padres e Irmãos Maryknoll publicam. 
O nome Maryknoll é compartilhado por uma série de organizações católicas relacionadas, incluindo as Irmãs Maryknoll e os Missionários Leigos Maryknoll. As organizações são entidades independentes com história compartilhada que trabalham em estreita colaboração no foco conjunto da atividade missionária no exterior da Igreja Católica, particularmente no Leste Asiático, Estados Unidos, América Latina e África.